# Buhinyuza
Buhinyuza es una comuna de la provincia de Muyinga en Burundi. En agosto de 2008 tenía una población censada de 54 482 habitantes.
Se encuentra ubicada al noreste del país, cerca del río Rurubu, del Parque nacional de Ruvubu y de la frontera con Tanzania. 